# London Convention

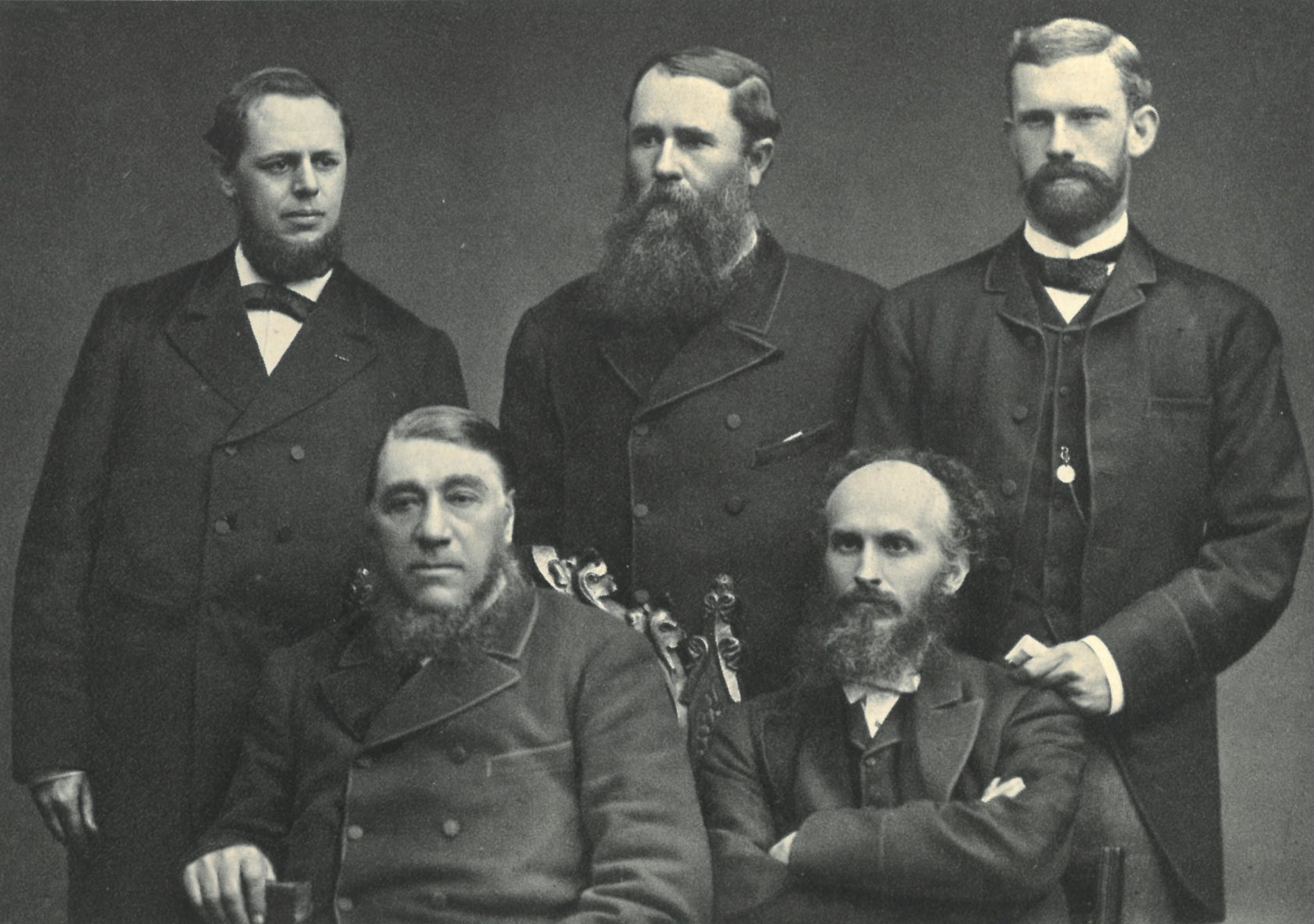
Delegierte der Südafrikanischen Republik auf der London Convention (1884)

Die London Convention (englisch; niederländisch/Afrikaans: London Convensie; deutsch etwa: „Abkommen von London“) war ein 1884 in London geschlossener Friedensvertrag zwischen dem Britischen Empire und der Südafrikanischen Republik – auch ZAR oder Transvaal genannt – im heutigen Südafrika.

## Geschichte
1877 annektierten die Briten die burische Südafrikanische Republik. Im darauffolgenden Ersten Burenkrieg gewannen die Buren mehrere Schlachten gegen britische Truppen. 1881 wurde die Pretoria Convention unterzeichnet. Damit erlangten die Buren des Transvaal die Regierungsverantwortung zurück, allerdings unter britischer Suzeränität. 
Die Regierung der ZAR erbat eine Änderung des Status, so dass Verhandlungen zwischen beiden Staaten aufgenommen wurden.
Am 27. Februar 1884 wurde die London Convention unterzeichnet. In dem Vertrag wird die ZAR als South African Republic bezeichnet, nicht wie in der Pretoria Convention als Transvaal state. Die Suzeränität des Britischen Empire wurde weitgehend aufgehoben. Allerdings besaßen die Briten weiterhin das Recht, Verträge der ZAR für nichtig zu erklären, außer mit dem ebenfalls burischen Oranje-Freistaat. Die Südwestgrenze der ZAR wurde genauer beschrieben, die Unabhängigkeit Swasilands erneut bestätigt. Auch wenn die Abschaffung der Sklaverei in der Südafrikanischen Republik wie schon in der Sand River Convention von 1852 bestätigt wurde, besaßen die Schwarzen deutlich weniger Rechte, wie schon in der Pretoria Convention festgelegt.
Die London Convention wurde unter anderem vom britischen Verhandlungsführer, dem Gouverneur der Kapkolonie, Hercules Robinson, 1. Baron Rosmead, und dem Präsidenten der ZAR, Paul Kruger, unterzeichnet.
Die London Convention galt bis zum Ausbruch des Zweiten Burenkrieges im Jahr 1899.